# Mozo de cordel

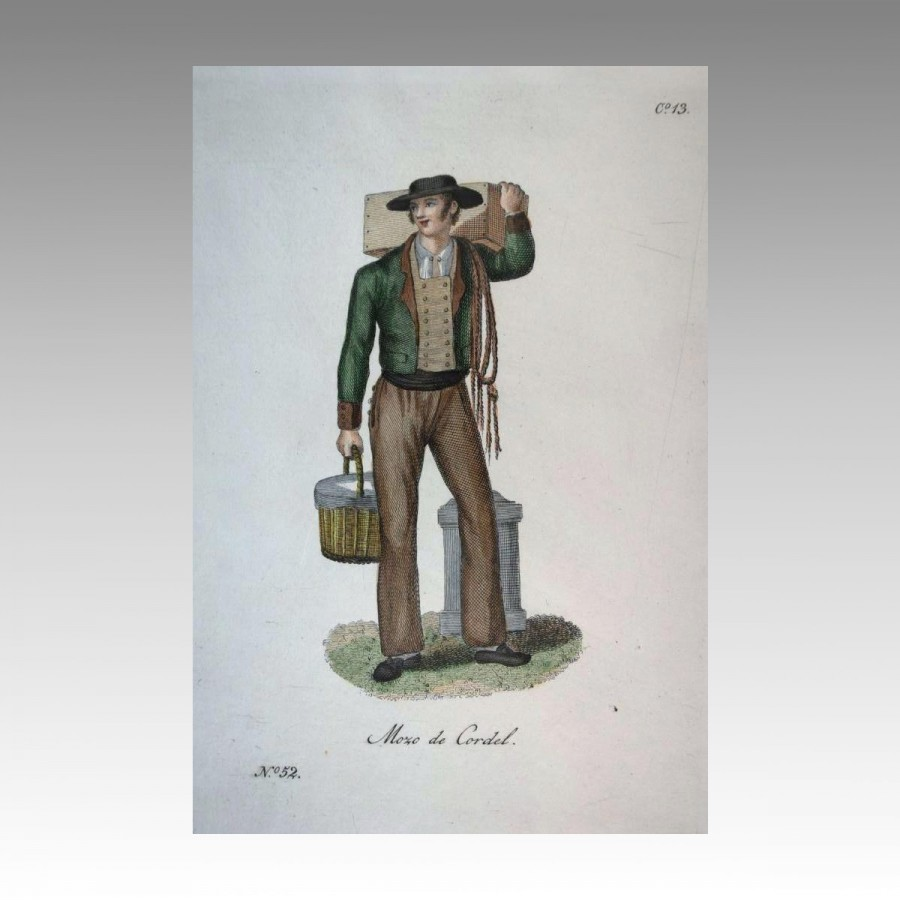
Mozo de cordel, según dibujo de José Ribelles, en un grabado de Juan Carrafa (1825).

Un mozo de cordel, mozo de cuerda o mozo de esquina era la persona que se ofrecía en las encrucijadas más transitadas de las poblaciones (plazas, mercados, estaciones de transportes, etcétera) a disposición de quien necesitara sus servicios para acarrear bultos, paquetes y carga pesada en general; para ello, estos porteadores solían ayudarse de un cabo de cuerda o cordel, un "mecapal", y si disponía de ella, de una carretilla o carretón de madera, como los azacanes, para el traslado de mercancías dentro de la ciudad. Algunas legislaciones establecían el requisito de identificación de su profesión mediante insignias visibles, así como las tarifas máximas a cargar en función del peso o tamaño de la carga y la distancia a que debía entregarse.
Entre las personalidades que desempeñaron ese trabajo pueden citarse al escritor mexicano Juan José Arreola, el virtuoso griego Márkos Vamvakáris, o el germano Carlstadt, catedrático de zoología de la universidad de Wittemberg y uno de los primeros discípulos de Lutero, que rasgó su toga doctoral y se hizo mozo de cuerda para ingresar en la secta de los abecedarianos.

## Mozos de cordel en Madrid

### Reglamentos
Oficio gremial de tradición, el de los mozos de cuerda estuvo emparentado y asociado al de los aguadores. Así los describía en 1844 el pulcro cronista madrileño Mesonero Romanos, en una relación de oficios contenida en su Manual histórico-topográfico... de Madrid:

"Los robustos mozos de cordel, que se hallan en las esquinas de las calles, aunque toscos sobremanera, sirven para conducir los efectos y hacen toda especie de mandados, lo cual ejecutan con bastante exactitud y notable probidad, pagándoles de 2 a 4 reales por cada mandado".
Ramón de Mesonero Romanos

Y de aquel mismo año de 1844 es el primer reglamento para mozos de cordel de la capital de España. De entre los puntos más sobresalientes de su normativa, hay que mencionar:
- La obligatoriedad de sacar una licencia avalada por un fiador con “garantías y honradez”, y asequible a hombres entre los 18 y los 50 años de edad (más tarde se les impuso una tasa por la licencia). Una vez obtenida, quedaban inscritos en el registro municipal y, como identificación, se les daba una chapa metálica con el número de licencia, que debían llevar visible, en la gorra, sombrero o chaquetón. A partir de 1856 se estipuló que tuviesen dos tarjetas idénticas, una para entregar al cliente que se recuperaba al terminar el servicio.

- El 'mozo', de naturaleza fuerte y robusta, debía concentrarse en plazas o espacios urbanos similares (en vez de en las esquinas o sentados o tumbados en las aceras, como hasta entonces habían podido hacer).

- Debían estar encuadrados en cuadrillas con dos capataces, elegidos por los propios mozos, que más adelante pasaron a denominarse cabo primero y cabo segundo, y eran responsables de la moralidad y disciplina del grupo a su cargo.

- A partir de 1859 el reglamento se hizo más meticuloso en favor de los derechos de los clientes, se tasó el precio del servicio por el gobierno provincial correspondiente y entre las obligaciones de los mozos se impuso acudir en caso de incendio al lugar siniestrado, así como denunciar alborotos y escándalos. De manera extraoficial y cobrar el servicio, se incluyeron también entre sus ocupaciones la de camilleros para los heridos y los enfermos (aunque para ello existía un personal oficial en hospitales y casas de socorro). La medida beneficiaba a guardias y policías que, en última instancia, eran los encargados de ofrecerse para tal auxilio. El abuso de la autoridad en su beneficio llegaba a que fueran utilizados para detener a maleantes, separar peleas, controlar animales en estampida o 'sacar borrachos de las fuentes', tarea que solían compartir con los aguadores sin cobrar por ello. En Semana Santa y otras fiestas con procesiones, cuando la falta de cofrades lo hacía necesario, estaban obligados a sacar en andas los pasos procesionales, pero sin su habitual 'uniforme laboral' (que desluciría la ceremonia).[7][8]

### Lossoguillas
Resulta curioso que la más dura e historiada competencia les llegase a los mozos de cordel, no de los poderosos, sino de los menesterosos pobres de solemnidad, encarnados en el ramo del transporte urbano de mercancías por los llamados soguillas, y cuyo nombre les venía de la cuerda que se echaban al hombro. Al parecer, simulando el oficio de mozos, eran, sin embargo, en su mayoría, timadores y ladrones; bien que otros muchos no pasaban de simples necesitados de algún trabajo para poder comer, que no habían podido tener acceso o fiador para sacar la licencia de mozo de cordel. Estos, los mozos oficiales, llegaron a manifestarse ante el gobierno civil contra la competencia de los soguillas, exigiendo a la autoridad el cumplimiento del reglamento, "eliminando el intrusismo". Salió entonces en defensa de los “ilegales” el escritor Ramón Gómez de la Serna argumentando que «No se puede cerrar el único camino que le queda al hambriento desesperado». Los mozos de cordel, solidarios entre sí pero no con la competencia de los soguillas, insistieron en reclamar los derechos derivados de su licencia como "funcionarios gratuitos del Estado, al servicio de la policía". Así lo recogen los principales diarios de la época.

### Los Mandaderos Públicos
Otro de los 'grupos de competencia' de los mozos de cuerda fue el gremio municipal de Mandaderos Públicos, puesto en marcha en Madrid en 1871. Aunque su trabajo se limitaba a llevar documentos, los mozos se manifestaron entre el Paseo del Prado y el Gobierno Provincial hasta que se les prometió escuchar sus reclamaciones (si las hacían por escrito en vez de vocearlas por las calles). Para apoyar aquellas medidas de presión social crearon una asociación de inspiración sindical -o presindical- con el sugerente nombre de "El Hércules".
Pero continuaron apareciendo competidores, como la Continental Express, empresa de mensajería creada en 1890 y muy útil, casi indispensable, no sólo para los empresarios -cuando aún no se había introducido el teléfono-, sino también para los amores, más o menos secretos. Siguiendo el modelo francés, la Continental puso a disposición de sus clientes los «petits rouges» y los «petits bleus», llamados así por el color de la librea de su uniforme, jóvencísimos "mensajeros de entre doce y quince años, bien vestidos, con guantes y con una flor en la botonadura del ropaje".

### Declive y desaparición
En 1921 todavía era un trabajo rentable aunque físicamente exigente, pero el final de aquel oficio milenario estaba cada año más cerca. La Revista de España, en uno de sus números del año 1886, daba la cifra de 608 mozos de cordel censados. En 1930 no pasaban de cuatrocientos, muy poca demanda de sus servicios y precios de acarreo cada vez más bajos, muy a pesar del crecimiento de la ciudad y las necesidades de sus habitantes. Pocos años después, el único mozo que sobreviviría fue el mozo de estación, circunscrito al espacio delimitado por el ferrocarril, con la exclusiva misión de llevar los bultos desde el tren al taxi o la puerta de la estación por una pequeña propina.

## Tipos

Tipología universal
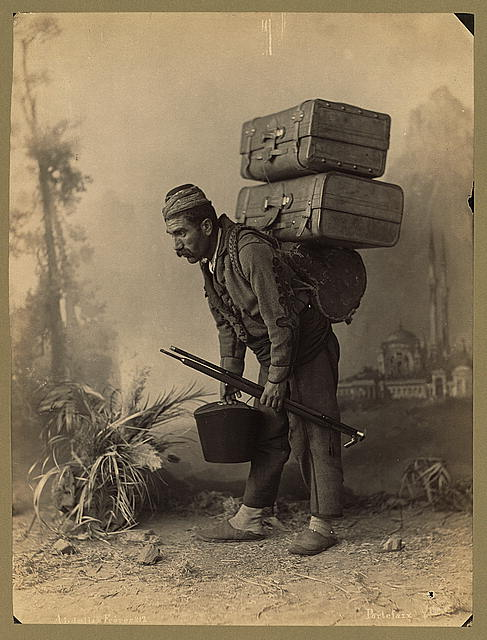
Mozo de carga turco, transportando equipajes, hacia 1890.
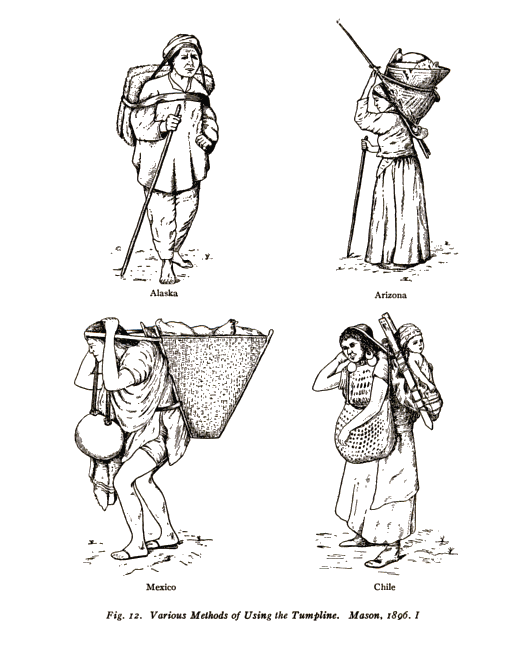
Tipos de acarreo entre el pueblo nativo americano, según dibujo de Clark Wissler en 1915.
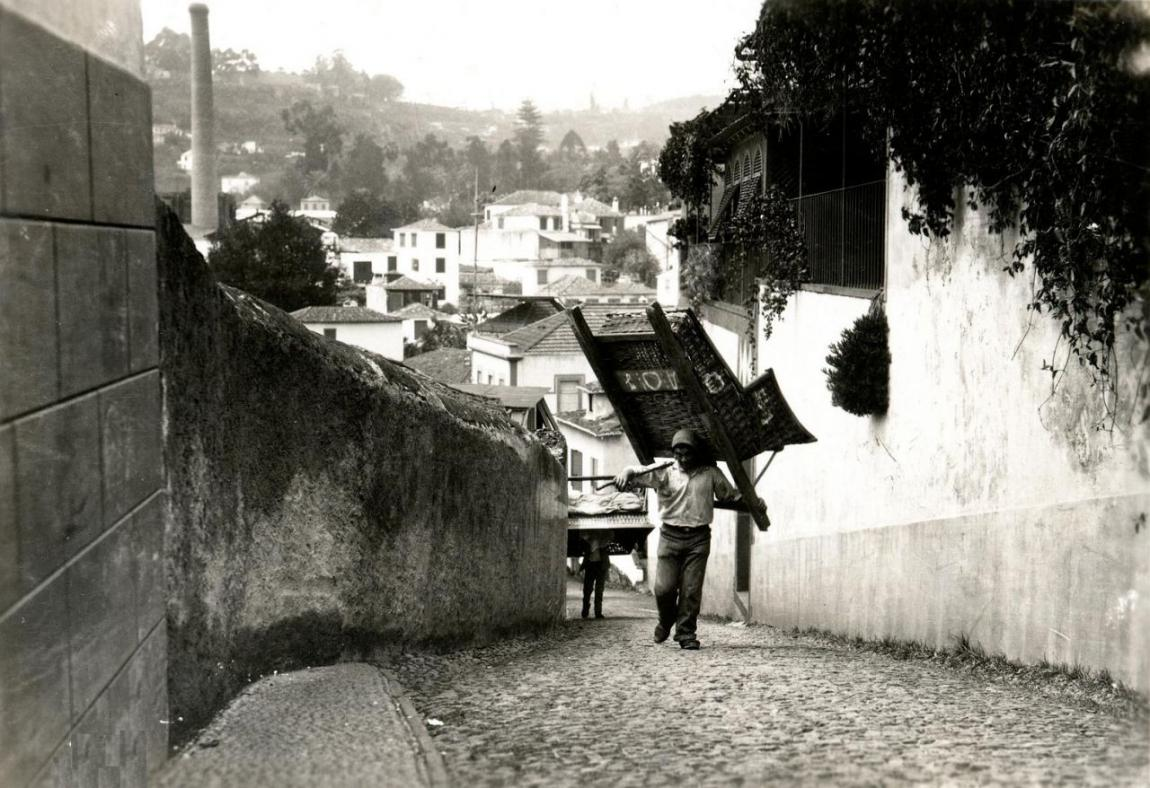
Mozos de "carro de cesto" en las empinadas calles de Funchal, Madeira, hacia 1930.
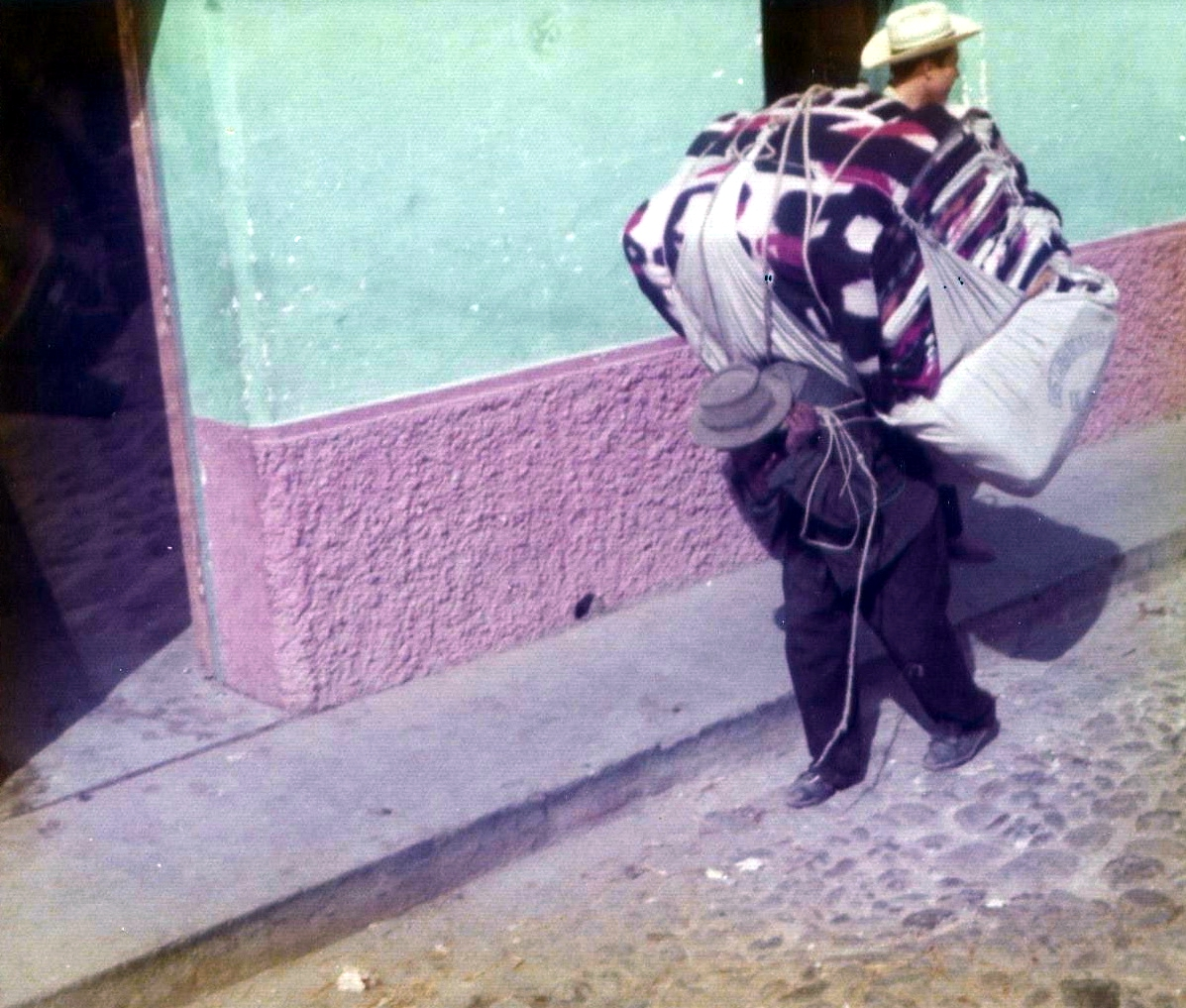
Pervivencia de la imagen del «ajejq'an» o cargador, en Chichicastenango (Guatemala, 1975).
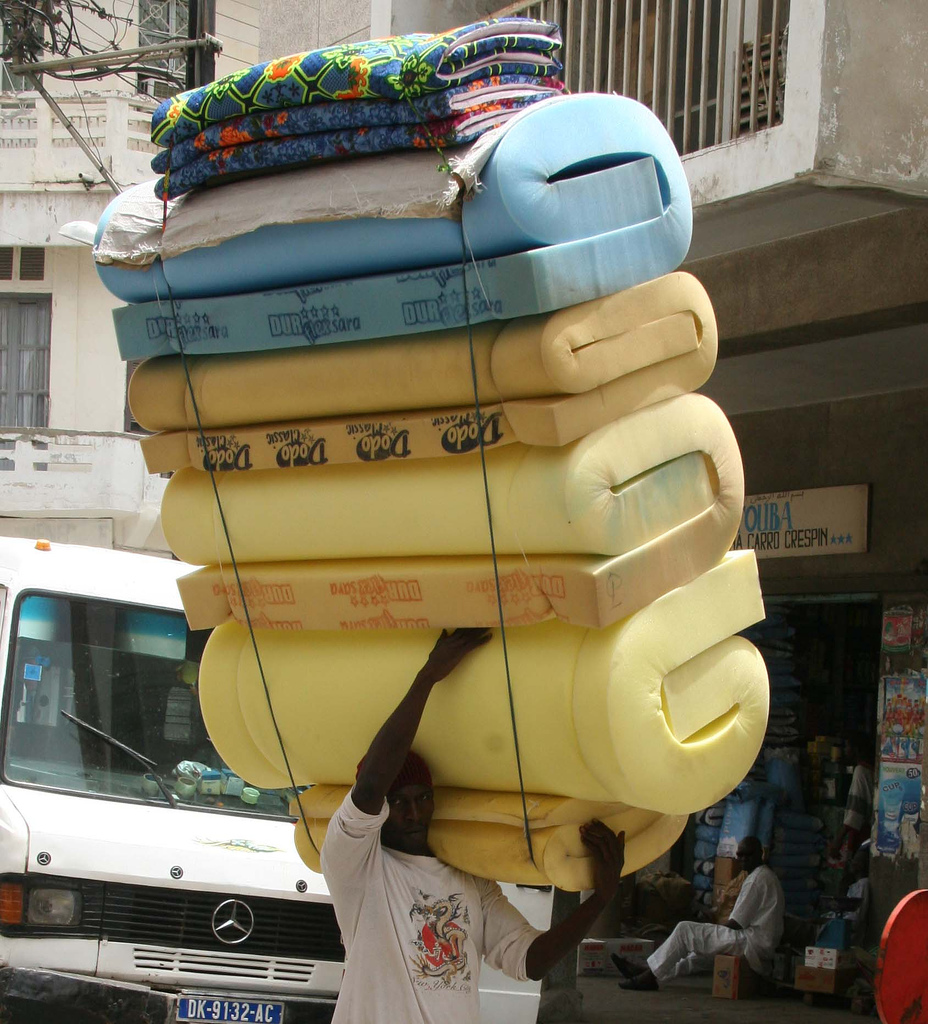
Equivalente del mozo de carga en la ciudad de Dakar (Senegal, 2007).